# Robert Cambert
Robert Cambert, född omkring 1628 och död 1677, var en fransk tonsättare.
Cambert var lärjunge till Jacques Champion de Chambonnières, och komponerade den första franska operan Pomone, med vilken han tillsammans med sin textdiktare Pierre Perrin, 1671 öppnade Académie royale de musique, det som senare blev Stora operan. Ekonomisk trångmål, som med hänsynslös skicklighet utnyttjades av den vid hovet anställde italienaren Jean-Baptiste Lully, föranledde kungen att överflytta dem med akademin förbundna rättigheterna till denne, varför Cambert förbittrad lämnade Paris och reste till England, där han dog som Karl II:s kapellmästare.